# Tulia (gruppo musicale)
Le Tulia sono un gruppo musicale folk polacco fondato nel 2017 a Stettino.
Hanno rappresentato la Polonia all'Eurovision Song Contest 2019 con il brano Fire of Love (Pali się), non riuscendo a qualificarsi per la serata finale.

## Storia del gruppo
Le Tulia si sono fatte conoscere al grande pubblico nel 2017, pubblicando su YouTube una cover folk del brano Enjoy the Silence dei Depeche Mode, che ha accumulato tre milioni di visualizzazioni.
Nel 2018 hanno pubblicato il loro album di debutto eponimo su etichetta Universal Music Poland, contenente brani originali e cover rivisitate in chiave folk, che ha raggiunto il 7º posto nella classifica polacca e ha venduto più di 30 000 copie a livello nazionale, ottenendo un disco di platino.
Il 15 febbraio 2019 l'ente radiotelevisivo nazionale polacco TVP ha confermato di aver selezionato internamente il gruppo come rappresentante nazionale per l'Eurovision Song Contest 2019. Il brano con cui rappresenteranno la Polonia all'Eurovision Song Contest, Fire of Love (Pali się), è stato presentato l'8 marzo 2019. Le Tulia si sono esibite nella prima semifinale del 14 maggio, ma non si sono qualificate per la finale, piazzandosi all'11º posto su 17 partecipanti con 120 punti totalizzati, di cui 60 dal televoto e 60 dalle giurie. Tuttavia, dopo la finale è emerso che Jitka Zelenková, una dei cinque giurati della Repubblica Ceca, ha per sbaglio votato al contrario durante la semifinale, piazzando le Tulia terzultime invece che terze. L'errore è costato alle Tulia 3 punti, che avrebbero garantito loro un posto nella finale, andato invece alla rappresentante bielorussa Zena.

## Formazione
Attuale
- Tulia Biczak - voce
- Dominika Siepka - voce
- Patrycja Nowicka - voce

Membri precedenti
- Joanna Sinkiewicz - voce

## Discografia

### Album in studio
- 2017 – Tulia
- 2021 – Półmrok
- 2021 – Nim gwiazda zgaśnie

### Singoli
- 2017 – Enjoy the Silence
- 2018 – Nieznajomy
- 2018 – Jeszcze Cię nie ma
- 2018 – Wstajemy już
- 2018 – Pali się
- 2019 – Fire of Love (Pali się)
- 2019 – Trawnik (feat. Kasia Kowalska)
- 2019 – Rzeka
- 2020 – Burza
- 2021 – Marcowy
- 2021 – Przepięknie
- 2021 – Narkotyk
- 2021 – Nim gwiazda zgaśnie
- 2023 – Przerwany (con Halina Mlynková)

## Riconoscimenti
Fryderyk
- 2019 – Rivelazione dell'anno